# Хайнрих X фон Флекенщайн
Хайнрих X фон Флекенщайн (на немски: Heinrich X von Fleckenstein; * пр. 1347; † сл. 9 април 1380/ок.
1381) от благородническата фамилия Флекенщайн от Елзас е рицар, господар на Родерн, Бикенбах, Зурбург, Флекенщайн, Цутцендорф-Зулц.
Той е син на Хайнрих VI фон Флекенщайн († 1347) и съпругата му Юта фон Бикенбах († сл. 1360), дъщеря на Готфрид II фон Бикенбах († 1333) и Сара фон Франкенщайн († сл. 1360). Майка му е внучка на 'Минезингер' Конрад II Бикенбах цу Клингенберг († 17 октомври 1272) и Юта (Гуда) фон Фалкенщайн († 24 февруари 1290), дъщеря на Филип I фон Фалкенщайн.

## Фамилия
Хайнрих X фон Флекенщайн се жени пр. 31 октомври 1350 г. за Катарина фон Вазигенщайн († между 27 май 1373 и 23 март 1381), дъщеря на Ханс фон Вазигенщайн, Обервазигенстайн, Лютцелхард, манастир Арнсберг и Катарина фон Хюнебург († сл. 1367). Те имат пет деца:
- Хайнрих XII фон Флекенщайн-Бикенбах (XIII) „Млади“ († 1416/ или между 13 юни и 28 юли 1422), рицар, господар на Зулц, Хирщал, Матщал, Мюлхофен, женен за Елза фон Кронберг († 1416)
- Анна фон Флекенщайн († 21 януари 1419), омъжена I. за Ханс фон Васелнхайм († пр. 1384), II. за Хайнрих Кемерер-Дюркхайм († 1428)
- Йохан II фон Флекенщайн († 18 май 1426), княжески епископ на Вормс (1410 – 1426)
- Елза фон Флекенщайн († сл. 1381), омъжена за Вернер фон Рамберг († сл. 1381)
- Хайнрих XIII фон Флекенщайн (XII) „Млади“ († 1408/ или между 9 февруари 1392 и 25 април 1402), господар на Зулц, Бикенбах, Лембах, Оберкутценхаузен, Ховайлер, губернатор на Бар, женен пр. 21 юни 1393 г. за Енелин/Анна фон Мюлнхайм († 17 март 1435)